# Torgovcy slavoj
Torgovcy slavoj (Торговцы славой) è un film del 1929 diretto da Leonid Leonidovič Obolenskij.